# والتر ماورر (کشتی‌گیر)
والتر ماورر (انگلیسی: Walter Maurer; ۹ مهٔ ۱۸۹۳ – ۱۸ مهٔ ۱۹۸۳) کشتی‌گیر اهل ایالات متحده آمریکا بود.